# Tropischestormwaarschuwing

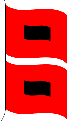
Maritieme vlaggen, die aanduiden dat een orkaanwaarschuwing of tropische-stormwaarschuwing van kracht is.

Een tropische-stormwaarschuwing wordt uitgegeven indien wordt verwacht dat het kustgebied waarvoor de waarschuwing geldt, binnen één etmaal wordt getroffen door met een tropische cycloon gepaard gaande, doorstaande winden van één minuut van méér dan 62 km/uur (17 meter/seconde, 34 knopen, windkracht 8), maar minder dan 118 km/uur (33 meter/seconde, 64 knopen, windkracht 12). Indien onzeker is of het betreffende gebied wordt getroffen door tropische-stormwinden of orkaanwinden, doordat het onzeker is of een tropische storm zal promoveren tot orkaan of dat de koers die een orkaan zal volgen onzeker is, dan kan een tropische-stormwaarschuwing gecombineerd worden met een orkaanobservatie.
Omdat tropische cyclonen overal ter wereld anders worden geclassificeerd, moet opgemerkt worden dat de hier beschreven definitie geldt voor het Atlantisch bassin en het bassin van de oostelijke en centrale Grote Oceaan. Op 9 augustus 1987 werd de eerste tropische-stormwaarschuwing afgegeven, betreffende tropische depressie 2 voor de Texaanse kust. Vóór 1987 werd er bij stormwaarschuwingen geen onderscheid gemaakt tussen tropische en niet-tropische cyclonen.